# Arthur Knautz
Arthur Knautz (født 20. marts 1911 i Daaden, Rheinland-Pfalz, død 4. maj 1943 i Belgorod, Belgorod oblast, Rusland) var en tysk håndboldspiller, som deltog i OL 1936 i Berlin.
Knautz spillede markhåndbold for MSV Hindenburg Minden. Her var han med til at vinde Westphalen-mesterskabet 1933-1935 samt det tyske mesterskab i 1936
Han blev udtaget til det tyske håndboldlandshold, som deltog i OL 1936. Det var første gang, håndbold var på programmet ved et OL, og turneringen blev spillet på græs på 11-mandshold. Oprindeligt var ti hold tilmeldt, men Danmark, Holland, Sverige og Polen meldte fra, så blot seks hold deltog. Disse blev delt op i to puljer, hvor Tyskland vandt sin pulje suverænt med en samlet målscore på 51-1 efter blandt andet en 29-1 sejr over USA. De to bedste fra hver pulje gik videre til en finalerunde, hvor alle spillede mod alle. Igen vandt Tyskland alle sine kampe, men dog i lidt tættere kampe. Således vandt de mod Østrig med 10-6. Som vinder af alle kampe vandt tyskerne sikkert guld, mens Østrig fik sølv og Schweiz bronze. Han spillede to af kampene, herunder finalerundekampen mod Østrig.
Knautz dyrkede ud over håndbold også fodbold og en række discipliner inden for atletik. Han var udlært tømrer, men gik ind i hæren som professionel i 1928. Under anden verdenskrig gjorde han tjeneste på østfronten, og han blev meldt savnet under kampe i maj 1943.